# Myrcianthes pseudomato
Myrcianthes pseudomato là một loài thực vật có hoa trong Họ Đào kim nương. Loài này được (D.Legrand) McVaugh mô tả khoa học đầu tiên năm 1963.